# 1998 YX
1998 YX är en asteroid i huvudbältet som upptäcktes 16 december 1998 av den japanska astronomen Takao Kobayashi vid Ōizumi-observatoriet.
Den tillhör asteroidgruppen Eos.